# The Attractions
The Attractions foi uma banda inglesa de new wave de apoio ao músico Elvis Costello, formada em Londres em 1977. 

## História
Constituída por Steve Nieve (piano), Bruce Thomas (baixo) e Pete Thomas (bateria) a banda funcionava como suporte de Elvis Costello e acompanhou este músico em quase toda a sua carreira. 
Estreiam-se em 1977 com o álbum My Aim Is True de Elvis Costello em que participam como convidados. Lançam o EP Watching The Detectives  que marca a despedida da editora Stiff Records. Trata-se do primeiro grande êxito de Costello com os Attractions.  Ainda em 1977, são convidados do programa Saturday Night Live da televisão americana onde protagonizam um momento polémico e de alta tensão. Contra a vontade da produção do programa, interpretam a canção "Radio Radio" de forte mensagem anti-corporativista, uma afronta à cultura americana. 
Em 1978 assumem-se oficialmente como banda do músico inglês com a edição de This Year's Model.  Em 1979 conseguem entrar nas tabelas de vendas britânicas e norte americanas com o álbum Armed Forces,  atingindo o auge comercial. No decorrer da digressão europeia, atuam em Portugal com um concerto no Porto e dois no pavilhão de Os Belenenses em dezembro de 1979, tendo na primeira parte a banda portuguesa de rock UHF.  Em 1980 os Attractions editam Mad About The Wrong Boy,  o primeiro e único álbum em nome próprio, sem Costello. Depois de várias edições e do sucesso internacional, Elvis Costello em 1984 interrompe a parceria com os Attractions e parte para uma experiência a solo. A colaboração é retomada em 1986 com o álbum Blood & Chocolate,  seguindo-se um novo interregno que durou até 1994.  Neste ano, Costelo voltou a juntar-se aos Attractions para uma série de espetáculos e para um disco, o primeiro em nove anos, de nome Brutal Youth com o selo da Warner Bros. Records. Dois anos depois lançam em conjunto All This Useless Beauty.  Em 2010 é editado o álbum ao vivo Live At Hollywood High que recupera o concerto de 4 de junho de 1978 na California.

## Membros
- Steve Nieve (piano) [2]
- Bruce Thomas (baixo) [2]
- Pete Thomas (bateria) [2]

## Discografia

### Álbuns de estúdio
- Mad About The Wrong Boy [9] Álbum (1980)

com Elvis Costello
- My Aim Is True [3] Álbum (1977)
- Watching The Detectives [4] EP (1977)
- This Year's Model [6] Álbum (1978)
- Armed Forces [7] Álbum (1979)
- Get Happy!! [15] Álbum (1980)
- Trust [16] Álbum (1981)
- Almost Blue [17] Álbum (1981)
- Imperial Bedroom [18] Álbum (1982)
- Punch the Clock [19] Álbum (1983)
- Goodbye Cruel World [20] Álbum (1984)
- Blood & Chocolate [11] Álbum (1986)
- Brutal Youth [12] Álbum (1994)
- All This Useless Beauty [13] Álbum (1996)